# Bhuj
Bhuj (ભુજ) est une ville et le chef-lieu du District de Kutch, dans l'État du Gujarat, au nord-ouest de l'Inde.

## Histoire
Fondée en 1510 par Hamirji, râja de Kutch, elle fut élevée au rang de capitale du royaume de Kutch en 1549 par le râja Khengarji Ier.
C'est de nos jours le chef-lieu du district de Kutch .
Le 26 janvier 2001, la ville fut frappée par un tremblement de terre intra-plaque majeur (Séisme de 2001 au Gujarat) qui endommagea une grande partie de la ville, 20 000 victimes furent à déplorer.

## Économie
Bhuj possède un aéroport (code AITA : BHJ).

## Patrimoine
- Prag Mahal (en) : palais commandé en 1865 par Pragmalji II (en). Sa tour de l'horloge a été achevée en 1879. Il comprend des éléments éclectiques, « marbre italien, chandeliers, colonnes et carosses », témoignage d'une époque où « les aristocrates indiens étaient obsédés par les biens européens, symboles de prestige »[1].
- Aina Mahal (en) : palais achevé vers 1750, commandité par Lakhpatji (en). Il est situé à côté du Prag Mahal, dans le complexe royal de Darbargadh, au cœur de la vieille ville de Bhuj. Son architecte principal et concepteur est le marin Ram Singh Malam (en), une figure historique et folklorique locale, polymathe qui vécu entre l'Océan indien et l'Europe de l'Ouest (particulièrement les Provinces-Unies ou Pays-Bas). C'est un bâtiment représentatif de la circulation des biens et des idées entre ces deux parties du monde, dans un contexte précolonial.